# Quinto Bertoloni
Quinto Bertoloni (Avenza, 10 maart 1926 – Lido di Camaiore, 23 januari 2010) was een Italiaans voetballer en trainer.
De middenvelder Bertolini speelde achtereenvolgens bij Castelfiorentino (1947-1948), Pro Patria Calcio (1948-1950), Salernitana Calcio 1919 (1950-1952), Pro Patria Calcio (1952-1953) en Torino FC (1953-1959). Nadien werd hij trainer bij Torino FC, Carrarese Calcio, US Massese 1919, Montecatini, Pietrasanta, AC Pistoiese en Viareggio.